# ادواردو لورنسو
ادواردو لورنسو (پرتغالی: Eduardo Lourenço؛ ۲۳ مهٔ ۱۹۲۳ – ۱ دسامبر ۲۰۲۰) فیلسوف، فهرست جستارنویسان، نویسنده منتقد ادبی اهل پرتغال که عمده شهرت به خاطر تسلطی بود که او در نزدیک به نیم قرن زندگی، بر آثار فرناندو پسوا، نویسنده معروف پرتغالی و لوئیس دکاموئش، شاعر مطرح قرن شانزدهم کشورش پیدا کرد.

## زندگینامه

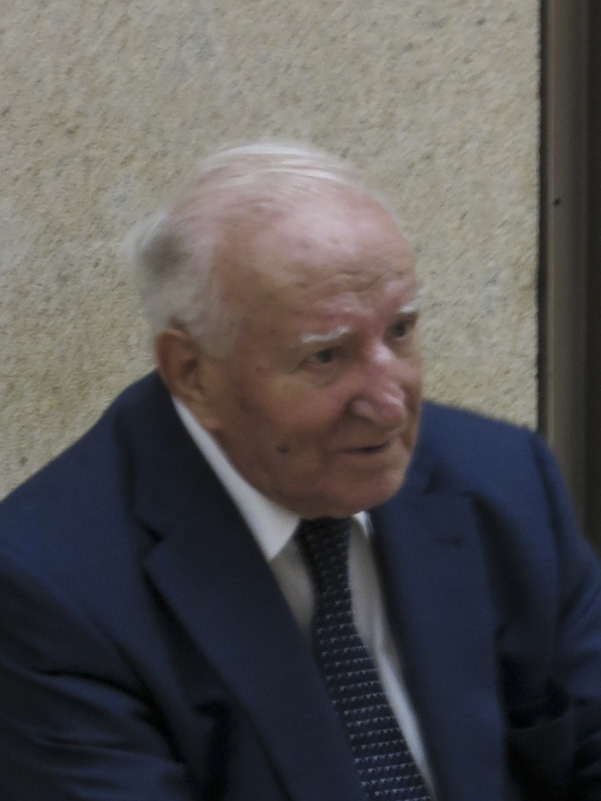

لورنسو در ۲۹ مه ۱۹۲۳ در شهر المیدا به دنیا آمد و در رشته تاریخ و فلسفه در دانشگاه کویمبرا تحصیل کرد. در سال ۱۹۵۳، پرتغال را به مقصد آلمان ترک کرد. اما لورنسو بیشتر اقامت خود در خارج از وطن را در فرانسه گذراند. در سال‌های ۱۹۵۵ تا ۱۹۵۸ در مونپولیه و سپس به مدت یک سال به شهر باهیا در برزیل رفت. در سال ۱۹۵۹ در بازگشت به فرانسه ابتدا در گرونوبل و بعد در نیس به تدریس مشغول شد و در نهایت کار تدریس را در ۱۹۸۹ به پایان رساند. او در دوران بازنشستگی به عنوان مشاور فرهنگی به رم رفت و سپس همراه همسرش که یک مترجم ادبیات اسپانیایی بود، در یکی از شهرهای جنوب فرانسه اقامت گزید.

## درگذشت
در روز اول دسامبر، روز ملی استقلال پرتغال، در ۹۷ سالگی در شهر لیسبون درگذشت. به همین دلیل برای ادای احترام به این نویسنده، یک روز عزای ملی اعلام کرد.

## آثار
ادواردو لورنسو علاوه بر کار دانشگاهی، آثار زیادی را به چاپ رساند. اولین کتاب او با عنوان گژآیین در سال ۱۹۴۹ منتشر شد که بعداً جلد دومی هم بر آن نوشت و در سال ۱۹۶۷ منتشر ساخت. در این میان آثاری که او درباره فرناندو پسوا (۱۸۸۸ تا ۱۹۳۵) نوشت، شهرت جهانی پیدا کرد. یکی از این کتاب‌ها با عنوان پسوا، بیگانه تمام عیار به چندین زبان ترجمه شد. همچنین «پسوا پادشاه بایرن ما» که چند سال بعد منتشر شد، در این زمینه معروف است. همچنین لورنسو در کتاب «اسطوره‌شناسی سوداد» به جهان ادبی پسوا پرداخت. ادواردو لورنسو همچنین در گردآوری و انتشار برخی از ترانه‌های لوئیس دکاموئش نقشی مؤثری داشت. او ترانه‌هایی از این شاعر کلاسیک را منتشر کرد که درباره پرتغال و اروپا سروده شده بود و آن را به عنوان «خاطره متعالی یک ملت» توصیف کرد.
وی در کتابی درباره اسطوره‌شناسی اروپایی که در سال‌های پایانی تحقیقش منتشر کرد نگاهی بدبینانه به اروپا داشت. از دیگر آثار وی می‌توان به مجموعه کتاب‌ مطرح او در این زمینه با عنوان رمزگشایی معمای پرتغال درباره جایگاه و هویت پرتغال در اروپا اشاره کرد. چاپ این مجموعه پنجاه جلدی و حجیم که در ذهن و خاطره چندین نسل از مردم پرتغال حضور دارد، به پایان نرسیده و همچنان توسط بنیاد گلبنکیان در حال انتشار است.

## جوایز
طی دوران فعالیت حرفه‌ای‌اش، جوایز متعددی را نیز دریافت کرد. در سال ۱۹۸۸، برنده جایزه اروپایی کتاب شارل وییون شد و جایزه ادبی دکاموئش و جایزه ادبی پسوا را به ترتیب در سال‌های ۱۹۹۶ و ۲۰۱۱ به دست آورد.
آکادمی فرانسه، عالی‌ترین نهاد این کشور در زمینه زبان و ادبیات، یکی از جایزه‌های خود را در سال ۲۰۱۶ به این نویسنده پرتغالی اهدا کرد. همچنین از سوی دولت فرانسه، برنده لژیون دونور شده بود.